# فوينتي ديل أركو
بلدية فوينتي ديل أركو (بالإسبانية: Fuente del Arco)‏, هي إحدى بلديات مقاطعة بطليوس, التي تقع في منطقة إكستريمادورا, والتي تقع في غرب إسبانيا.
يبلغ عدد سكانها 776 نسمة وفقاً لإحصائية سنة (2002).